# Christine Reents
Christine Reents (* 23. Dezember 1934 in Hamm als Christine Kästner) ist eine deutsche Theologin, Geistliche und Hochschullehrerin.

## Leben
Reents ist Pfarrerin der Evangelisch-Lutherischen Kirche in Oldenburg. Sie wurde 1963, noch vor Inkrafttreten des Pastorinnengesetzes 1966, ordiniert. Nach 1966 war sie in der Evangelisch-Lutherischen Kirche in Oldenburg in der Religionspädagogik tätig.
Rents wurde 1962 Assistentin bei Helene Ramsauer an der Pädagogischen Hochschule Oldenburg und wirkte zeitweise als Religionslehrerin in verschiedenen Schularten. Sie wurde 1972 an der Universität Göttingen mit einer Untersuchung über Kritisch-produktives Denken im Religionsunterricht zur Dr. theol. promoviert und habilitierte sich 1982 mit der Arbeit Die Bibel als Schul- und Hausbuch für Kinder an der Universität Bern. Reents lehrte als Privatdozentin für Praktische Theologie und Religionspädagogik an der Carl von Ossietzky Universität Oldenburg, vertrat von 1977 bis 1985 eine Professur an der Universität Hannover und hatte von 1988 bis 1999 eine Professur für Praktische Theologie an der Kirchlichen Hochschule Wuppertal inne.

## Werke (Auswahl)
- Erziehung zum kritisch-produktiven Denken im Religionsunterricht der Grund- und Orientierungsstufe, Mohn, Gütersloh 1974, ISBN 978-3-579-04392-0.
- Kritisch-produktives Denken im Religionsunterricht, Mohn, Gütersloh 1974, ISBN 978-3-579-04247-3.
- Planungshinweise, Bücher und Medien für den Religionsunterricht der Grundschule. Schroedel, Hannover 1981, ISBN 3-507-00824-4 (formal falsch) (mit Ralph Sauer und Eberhard Sievers).
- Die Bibel als Schul- und Hausbuch für Kinder: Werkanalyse und Wirkungsgeschichte einer frühen Schul- und Kinderbibel im evangelischen Raum: Johann Hübner, Zweymal zwey und funffzig auserlesene biblische Historien, der Jugend zum Besten abgefasset ..., Leipzig 1714 bis Leipzig 1874 und Schwelm 1902, Vandenhoeck und Ruprecht, Göttingen 1984, ISBN 978-3-525-61451-8.
- Religionsunterricht im 1. Schuljahr, Kohlhammer, Stuttgart 1985, ISBN 978-3-17-007962-5.
- Was wird aus dem Kinderglauben? Gottesbilder im Wandel, Mohn, Gütersloh 1987, ISBN 978-3-579-00759-5.
- mit Friedrich Johannsen: Alttestamentliches Arbeitsbuch für Religionspädagogen, Kohlhammer, Stuttgart 1987, ISBN 978-3-17-009239-6.
- Bilderbibeln und illustrierte Bibeln aus sechs Jahrhunderten (15.–20. Jh.) Katalog der Ausstellung aus dem Bestand der Landesbibliothek Oldenburg und Versuch einer Beschreibung, Holzberg, Oldenburg 1988, ISBN 978-3-87358-309-2.